# Leichtathletik-Weltmeisterschaften 2017/Teilnehmer (Kroatien)
| Gelbes Symbol für Goldmedaillen mit stilisierten Olympischen Ringen | Graues Symbol für Silbermedaillen mit stilisierten Olympischen Ringen | Braundes Symbol für Bronzemedaillen mit stilisierten Olympischen Ringen |
| ------------------------------------------------------------------- | --------------------------------------------------------------------- | ----------------------------------------------------------------------- |
| 1                                                                   | —                                                                     | 1                                                                       |

Von Kroatien wurden sechs Athletinnen und drei Athleten für die Leichtathletik-Weltmeisterschaften 2017 in London nominiert.

## Ergebnisse

### Frauen

#### Laufdisziplinen
| Athletin        | Disziplin | Vorlauf | Vorlauf | Halbfinale | Halbfinale | Finale       | Finale |
| Athletin        | Disziplin | Zeit    | Platz   | Zeit       | Platz      | Zeit         | Platz  |
| --------------- | --------- | ------- | ------- | ---------- | ---------- | ------------ | ------ |
| Bojana Bjeljac  | Marathon  |         |         |            |            | 2:46:46 h    | 57     |
| Matea Matošević | Marathon  |         |         |            |            | 2:55:06 h SB | 69     |
| Nikolina Stepan | Marathon  |         |         |            |            | 2:59:43 h    | 76     |

#### Sprung/Wurf
| Athletin        | Disziplin  | Qualifikation | Qualifikation | Finale             | Finale             |
| Athletin        | Disziplin  | Weite/Höhe    | Platz         | Weite/Höhe         | Platz              |
| --------------- | ---------- | ------------- | ------------- | ------------------ | ------------------ |
| Ana Šimić       | Hochsprung | 1,85 m        | 25            | nicht qualifiziert | nicht qualifiziert |
| Sandra Perković | Diskuswurf | 69,67 m       | 1             | 70,31 m            | Gold               |
| Sara Kolak      | Speerwurf  | 63,24 m       | 8             | 64,95 m            | 4                  |

### Männer

#### Sprung/Wurf
| Athlet           | Disziplin      | Qualifikation | Qualifikation | Finale             | Finale             |
| Athlet           | Disziplin      | Weite/Höhe    | Platz         | Weite/Höhe         | Platz              |
| ---------------- | -------------- | ------------- | ------------- | ------------------ | ------------------ |
| Ivan Horvat      | Stabhochsprung | 5,45 m        | 22            | nicht qualifiziert | nicht qualifiziert |
| Filip Mihaljević | Kugelstoßen    | 20,33 m       | 14            | nicht qualifiziert | nicht qualifiziert |
| Stipe Žunić      | Kugelstoßen    | 20,86 m       | 7             | 21,46 m            | Bronze             |